# Gaius Calpurnius Flaccus
Gaius Calpurnius Flaccus war ein im 2. Jahrhundert n. Chr. lebender römischer Politiker. Durch eine unvollständig erhaltene Inschrift in griechischer Sprache, die in Salamis auf Zypern gefunden wurde und die auf 125 datiert wird, sind einige Stationen seiner Laufbahn bekannt. Seine Laufbahn ist in der Inschrift als cursus inversus, d. h. in absteigender Reihenfolge wiedergegeben.
Flaccus war zunächst IIIIvir viarum curandarum; dies war eines der Ämter innerhalb des Vigintivirats. Danach leistete er seinen Militärdienst als Tribun (χιλίαρχον) in einer unbekannten Legion. Im Anschluss war er Quaestor (ταμίαν Ῥωμαίων), Volkstribun und Praetor. Nach der Praetur war er zunächst als curator viarum für die beiden Straßen Via Aurelia und Cornelia zuständig und wurde danach Kommandeur (ἡγεμόνα) einer Legion mit der Bezeichnung Augusta (Σεβαστῆς) war; dabei handelte es sich entweder um die Legio II Augusta, die ihr Hauptlager in Isca Silurum in der Provinz Britannia hatte oder um die VIII Augusta, die ihr Hauptlager in Argentorate in der Provinz Germania superior hatte.
Aus der Inschrift geht auch hervor, dass Flaccus danach Statthalter einer Provinz war, deren Name mit Lu (Λου) beginnt; als Provinzen kommen entweder Lusitania oder Lugdunensis in Frage. Er amtierte vermutlich zwischen 119 und 121 (bzw. um 121) in der Provinz. Durch eine weitere Inschrift in griechischer Sprache ist belegt, dass Flaccus um 122/123 (bzw. um 123/124) Statthalter der Provinz Cyprus war. Durch eine Inschrift aus Rom ist nachgewiesen, dass Flaccus zusammen mit Lucius Trebius Germanus am 15. (bzw. 21.) Dezember eines unbestimmten Jahres Suffektkonsul war. Durch ein Militärdiplom kann das Jahr ihres Konsulats aber auf den Zeitraum von 123 bis 126 eingegrenzt werden; wahrscheinlich waren sie im Jahr 126 im Amt.
Flaccus war in der Tribus Quirina (Κυρείνα) eingeschrieben.